# معركة اليسانة
معركة اليسانة، والمعروفة أيضًا باسم معركة مارتن غنثالث ، كانت حدثًا حربيًا واجهت فيه القوات المسيحية القشتالية قوات مملكة غرناطة . وقعت في شهر إبريل من سنة 1483، أثناء حرب غرناطة ، وفي أثناء ذلك أسرت القوات المسيحية محمد الصغير ملك غرناطة . 

## المعركة
دارت أحداثها بالقرب من مدينة اليسانة ، جنوب جبال سييرا دي أراس. كانت أصول المعركة هي غزوة محمد الصغير ملك غرناطة على المدينة لمحاكاة النصر الذي حققه منافسه، محمد الزغل ، الذي هزم القوات المسيحية في معركة السارقوية قرب قرطبة . وكانت إمارة غرناطة تشهد في تلك الفترة صراعاً داخلياً حاداً بين أنصار السلطان أبي الحسن علي وبين أنصار ابنه محمد الصغير عشر ملك غرناطة (أبو عبد الله).
حاصر محمد الثاني عشر مدينة اليسانة.في 20 أبريل 1483، بمساعدة إبراهيم العطار ، رئيس بلدية لوشة ، الخبير بأراضي جنوب قرطبة. تم الدفاع عن مدينة اليسانة من قبل " ألكيد دي لوس دونسيليس " دييغو فرنانديز دي كوردوبا إي أريلانو و ألكيد لوسينا هيرناندو دي أرجوتي . أضاء قائد الدونسيلز شرفات أبراج المراقبة لطلب المساعدة من عمه دييغو فرنانديز دي كوردوبا إي كارييو دي ألبورنوز ، الكونت الثاني لقبرة، الذي جاء مع جيشه من قبرة القريبة. قام محمد الثاني عشر بترتيب جيشه في الاتجاه الشمالي الغربي لتجنب الوقوع في كمين على يد جيش الكونت؛ ومع ذلك، عندما رأوا أن عدد قوات النصارى أكثر، انسحب المسلمون إلى ضواحي المدينة، حيث بدأت المعركة على هذا النحو. 

### أسر محمد الصغير
أثناء المعركة، فرّت القوات المسلمة بطريقة فوضوية. توفي إبراهيم العطار، والد زوجة محمد الصغير، في المعركة وحاول محمد الثاني عشر الهرب، لكن حصانه علق في الوحل واضطر للاختباء بين النباتات. احتجزته فرقة مشاة، واستنتج الجنود أنه رجل مهم بسبب ملابسه، مما مكن المسيحيين من القبض على محمد الثاني عشر، الذي أُسر في قلعة مورال (في اليسانة).  تنازع كل من القائد دي لوس دونسيلز وكونت قبرة حول من سيسلم السجين إلى الملكين الكاثوليكين . كان الخلاف شديدًا إلى الحد الذي دفع فرديناند الثاني ملك أراغون إلى إصدار أمر إلى كليهما بأخذ السلطان في بركونة، حيث سُجن مرة أخرى في برج القلعة، المعروف حاليًا باسم برج بوعبد الله (برج محمد الثاني عشر). 
أُهديت ملابس وأحذية والسيوف الخاصة بمحمد الصغيى هدية من الملوك الكاثوليك إلى قائد الدونسيل وكونت قبرة. ومازالت معروضة اليوم في متحف الجيش في توليدو . 